# Јачијо
Јачијо (јап. 八千代市) град је у Јапану у префектури Чиба. Према попису становништва из 2005. у граду је живело 180.729 становника.

## Становништво
Према подацима са пописа, у граду је 2005. године живело 180.729 становника.
| 1995.   | 2000.   | 2005.   |
| ------- | ------- | ------- |
| 154.509 | 168.848 | 180.729 |